# Нествед
Нествед (дан. Næstved) је значајан град у Данској, у југоисточном делу државе. Град је у оквиру покрајине Сјеланд, где са околним насељима чини једну од општина, општину Нествед. Данас Нествед има око 42 хиљаде становника у граду и око 81 хиљаду у у ширем градском подручју.

## Природни услови
Нествед се налази у југоисточном делу Данске. Од главног града Копенхагена, град је удаљен 85 километара југозападно.
Рељеф: Град Нествед се налази у јужном делу данског острва Сјеланд. Градско подручје је валовито. Надморска висина средишта града креће се од 5-40 метара.
Клима: Клима у Нестведу је умерено континентална са утицајем Атлантика и Голфске струје.
Воде: Нествед се образовао непосредно уз Балтичко море (тачније у залив Смеланд). Оближња морска обала је мочварна, а вода је муљевита. Стога до градске луке води прокоп.

## Историја
Подручје Нестведа било је насељено још у доба праисторије. Насеље се први пут спомиње 1135. године, када је дато подручје са Црквом св. Петра било додељено Бенедиктинцима. Насеље је добило права трговишта 1140. г.
И поред петогодишње окупације Данске (1940-45.) од стране Трећег рајха Нествед и његово становништво нису много страдали.

## Становништво
Данас Нествед има око 42 хиљаде у градским границама и око 81 хиљаду са околним насељима.
Етнички састав: Становништво Нестведа је до пре пар деценија било било готово искључиво етнички данско. И данас су етнички Данци значајна већина, али мали део становништва су скорашњи усељеници.

## Збирка слика
- Стара лука уз средиште Нестведа
- Стара пијаца
- Црква св. Мортенса
- Нови део нестведске луке